# James Justice
Pour les articles homonymes, voir Justice (homonymie).
James Justice (1698-1763) est un botaniste écossais. Il a laissé son nom au genre d'Acanthacées Justicia.

## Référence
- Minay P. James Justice (1698-1763) : Eighteenth-Century Scots Horticulturalist and Botanist-1. Garden History 1973 ; 1: 41-62. (www.jstor.org).